# Thailands ambassad i Stockholm
Thailands ambassad i Stockholm (formellt Den kungliga thailändska ambassaden) är Thailands primära diplomatiska representation i Sverige. Ambassaden är belägen i den Curmanska villan på Floragatan 3, på Östermalm i centrala Stockholm. Ambassadör sedan 2020 är Kanchana Patarachoke. Ambassaden upprättades 1883. Diplomatkoden på beskickningens bilar är DH.

## Ambassadbyggnaden
Ambassaden är sedan 1995 belägen i den Curmanska villan, uppförd 1880-81 på Floragatan i Villastaden av Carl och Calla Curman.

## Beskickningschefer
| Namn                    | Period    | Funktion   |
| ----------------------- | --------- | ---------- |
| Apichart Chinwanno      | 2005-???? | Ambassadör |
| Thanarat Thanaputti     | 2009-???? | Ambassadör |
| Kiattikhun Chartprasert | 2015-2018 | Ambassadör |
| Soonthorn Chaiyindeepum | 2018-2020 | Ambassadör |
| Kanchana Patarachoke    | 2020-idag | Ambassadör |